# Neoconocephalus vernalis
Neoconocephalus vernalis är en insektsart som först beskrevs av Kirby, W.F. 1870.  Neoconocephalus vernalis ingår i släktet Neoconocephalus och familjen vårtbitare. Inga underarter finns listade i Catalogue of Life.